# ترميز الصوت المتقدم
ترميز الصوت المتقدم (بالإنجليزية: Advanced Audio Coding)‏ هو معيار ترميز صوتي لضغط الصوت الرقمي المفقود. صُمم ليكون خليفة تنسيق إم بي 3، ويحقق بشكل عام جودة صوت أعلى من مشفرات إم بي 3 بنفس معدل نقل البتات.
ترميز الصوت المتقدم هو تنسيق الصوت الافتراضي أو القياسي لأجهزة آيفون وآي بود وآي باد ونينتندو دي أس آي ونينتندو 3دي أس ويوتيوب ميوزيك وآي تيونز وديف إكس وبلاي ستيشن 4 والعديد من هواتف نوكيا سلسلة 40. وهو مدعوم على بلاي ستيشن فيتا ووي ووكمان وأندرويد وبلاك بيري.